# Adderbury
Adderbury ist eine Ortschaft und civil parish im nördlichen Oxfordshire in England mit rund 2500 Einwohnern. Adderbury gehört zum District Cherwell; es liegt etwa 5 km südlich von Banbury. Der Ort wird durch den  Sor Brook geteilt; jeder der beiden Ortsteile West Adderbury und East Adderbury besitzt sein eigenes village green (Dorfplatz) und sein eigenes manor house (Herrenhaus).
Im Domesday Book aus dem Jahr 1086 ist der Ort unter dem altenglischen Namen Eadburg vermerkt.

## Gebäude und Kirchen

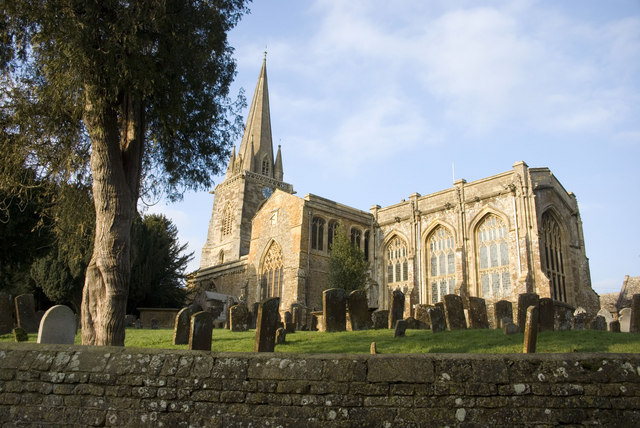
Pfarrkirche der Hl. Jungfrau Maria

In East Adderbury befindet sich die Pfarrkirche der Heiligen Jungfrau Maria (Saint Mary the Virgin). Ihre Ursprünge reichen ins 13. Jahrhundert zurück. Im 14. Jahrhundert wurde der Bau vergrößert; im frühen 15. Jahrhundert wurde sie im spätgotischen Perpendicular Style umgestaltet. Im 18. Jahrhundert verfiel St. Mary’s zusehends. Renovierungen erfolgten von 1831 bis 1834 durch den Architekten John Chessell Buckler sowie von 1866 bis 1870 durch den Architekten George Gilbert Scott, dessen Sohn John Oldrid Scott 1886 ebenfalls eine Renovierung vornahm. Der Glockenturm besitzt ein achtteiliges Glockenspiel fürs Wechselläuten.
Die Methodistenkirche in der High Street wurde 1839 erbaut. 1956 wurde die römisch-katholische Saint George’s Chapel in der Round Close Road in West Adderbury errichtet.
Nahe der Kirche St. Mary’s steht eine Zehntscheune, die wahrscheinlich überwiegend aus dem 14. Jahrhundert stammt.

## Geschichte
In East Adderbury steht das Adderbury House, ein Landhaus aus dem 17. Jahrhundert. Sein Besitzer war Henry Wilmot, 1. Earl of Rochester, der im englischen Bürgerkrieg auf Seiten der Royalisten kämpfte. Wilmot war Kavallerie-Kommandeur unter Prinz Ruprecht von der Pfalz, und beide beherbergten Truppen im Adderbury House. Das Landhaus wurde mehrmals umgestaltet: 1661 für Anne Wilmot, Countess of Rochester, 1722 für John Campbell, 2. Duke of Argyll, 1731 durch den Architekten Roger Morris und 1768 durch den Architekten William Chambers für Henry Scott, 3. Duke of Buccleuch. 1808 wurde die Bausubstanz arg geschädigt.
Das Herrenhaus von East Adderbury stammt aus dem 16. Jahrhundert.
1881 wurde die Banbury and Cheltenham Direct Railway, ein Teil der Great Western Railway, fertiggestellt. Der Bahnhof befand sich in East Adderbury. 1951 wurde der Bahnhof geschlossen, 1964 die Strecke auch für Güterverkehr stillgelegt.

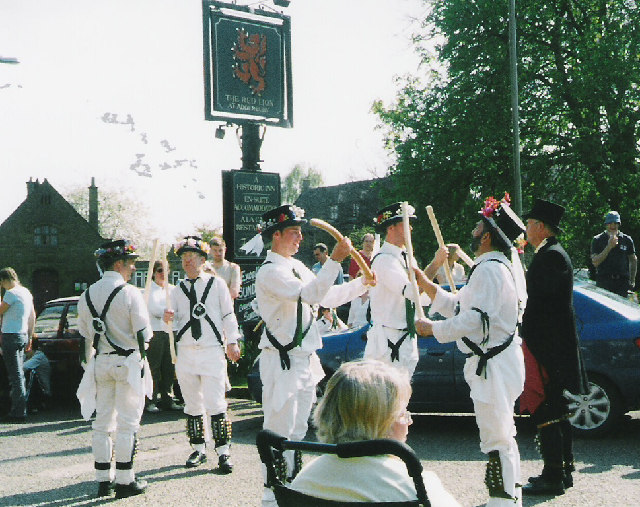
Moriskentänzer am Adderbury Day of Dance 2004

## Persönlichkeiten
- Charles Wilmot, 3. Earl of Rochester (1671–1681), Peer

## Sonstiges
In Adderbury ist die Tradition des Moriskentanzes (englisch morris dance) bekannt, die durch Janet Blunt erstmals dokumentiert wurde, die hierfür 1916 mit Interviews begann.
Die Christopher Rawlins Primary School in Adderbury ist eine kirchliche Schule der Church of England.